# Parasenecio weiningensis
Parasenecio weiningensis là một loài thực vật có hoa trong họ Cúc. Loài này được S.Z.He & H.Peng mô tả khoa học đầu tiên năm 2006.